# Pepsi Grand Slam 1981
Il Pepsi Grand Slam 1981 è stato un torneo di tennis giocato sulla terra verde. È stata la 6ª e ultima edizione del Pepsi Grand Slam, che fa parte del Volvo Grand Prix 1981. Il torneo si è giocato a Boca Raton negli Stati Uniti, dal 13 al 15 febbraio 1981.

## Campioni

### Singolare maschile
John McEnroe ha battuto in finale  Guillermo Vilas con il punteggio di 6–7, 6–4, 6–0